# Сухопутні війська Албанії
Сухопутні війська Албанії ( албан: Forca Tokësore të Republikës së Shqipërisë ) —  це ланка Збройних сил Албанії.

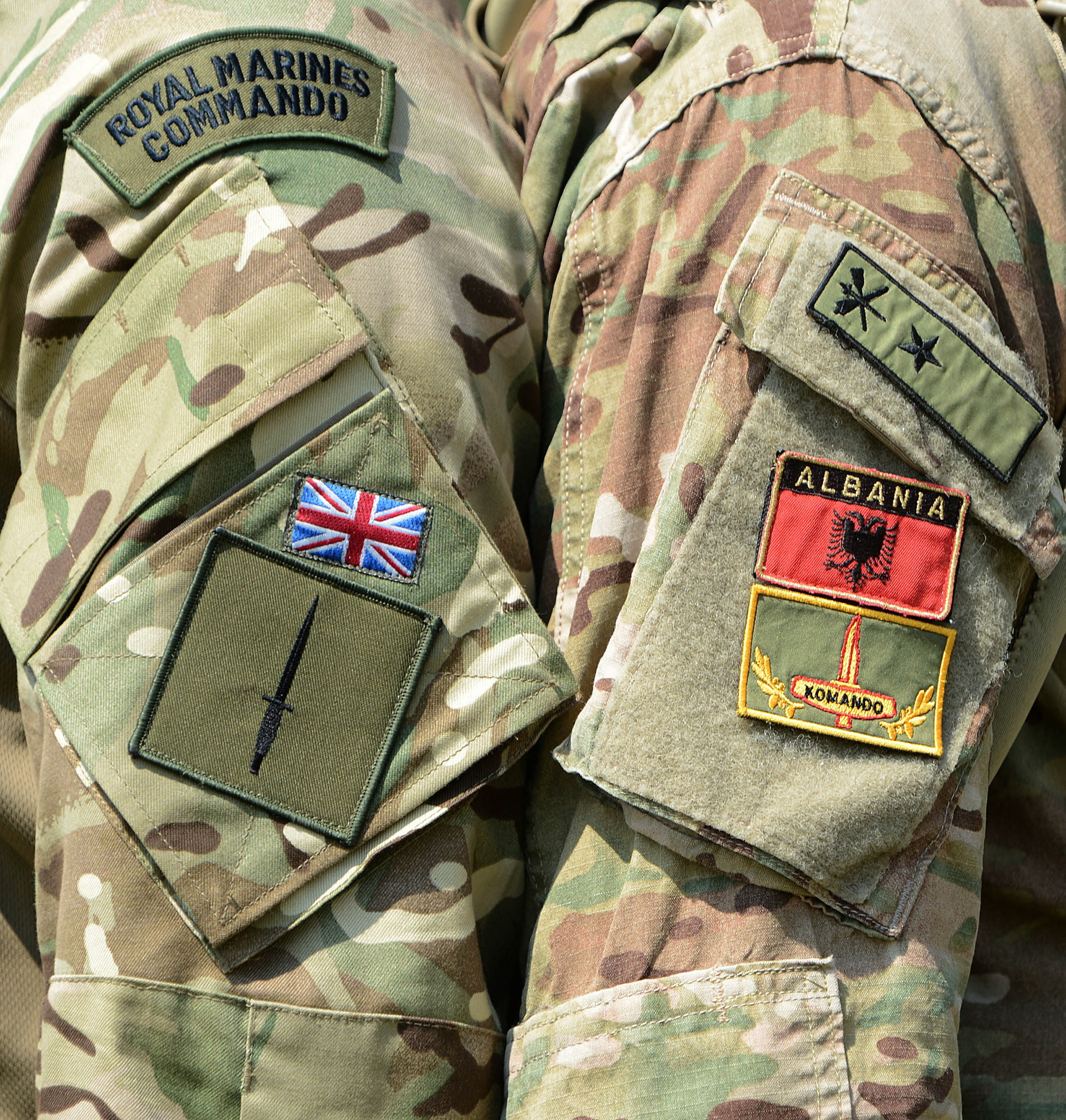
Військовослужбовець Королівської морської піхоти Великої Британії і Албанський Командо

Основною місією Сухопутних військ Албанії є захист незалежності, суверенітету та територіальної цілісності Республіки Албанія , участь у гуманітарних, бойових, небойових та миротворчих операціях.[джерело?]